# Chloropsina sulcicornis
Chloropsina sulcicornis är en tvåvingeart som beskrevs av Deeming 1981. Chloropsina sulcicornis ingår i släktet Chloropsina och familjen fritflugor.
Artens utbredningsområde är Nigeria. Inga underarter finns listade i Catalogue of Life.